# ابن المفضل الشبامي
محمد بن إبراهيم بن المفضل الشبامي (1613 - 30 سبتمبر 1674 م) (1022 - 1 رجب 1085 هـ) عالم مسلم ومؤرخ يمني من أهل القرن الحادي عشر الهجري/ السابع عشر الميلادي. ولد في صنعاء ونشأ بها وقرأ بها على شيوخ وسكن بلدة كوكبان وشبام. برز في الفقه الزيدي وهو محدث ومفسر. لم يشتغل مع تبحره بالتصنيف بل كان يجيب في مسائل ترد عليه وهو حفيد الإمام يحيى شرف الدين وله السلوك الذهبية في السيرة المتوكلية في سيرة جده ونظم الورقات. توفي بشبام وللشعراء عصره فيه مراث. 

## سيرته
ولد سنة 1022 هـ/ 1613 م في صنعاء ونشأ بها. قرأ في الفنون بها وبلدة كوكبان وشبام ورحل إلى الطويلة، لقراءة شيء من كتب أصول الفقه على عز الدين بن ذريب وعبد الرحمن ابن محمد الحيمي، وأكثر ما تتعلق به في صنعاء، علم الأدوات والتفسير. وقرأ الحديث على شيوخ منهم: عبد الباقي بن عبد السلام النزيلي، وعبد الواحد بن عبد المنعم النزيلي، وأجازوه. 

استوطن في آخر أيامه وادي ظهر، وأنس به الناس هنالك. ولم يشتغل مع تبحره في العلوم بالتصنيف بل كان يجيب في مسائل ترد عليه أجوبة مفيدة. 

وصفه ابن أبي الرجال في تاريخه ومدحه لعلمه في المعقولات والمنقولات، وذكره مصطفى بن فتح الله الحموي في فوائد الارتحال ونتائج السفر في أخبار القرن الحادي عشر. 

توفي في نهار الإثنين 1 رجب سنة 1085 هـ / 30 سبتمبر 1674 بمنزله في شبام. وللشعراء عصره فيه مراث. ومن جملة من رثاه: محمد بن الحسين الحيمي وإبراهيم الهندي، وعلي بن صالح بن أبي الرجال ومصطفى بن فتح الله الحموي. 

## مؤلفاته
- «نظم الورقات لإمام الحرمين الجويني»
- «السلوك الذهبية في السيرة المتوكلية» سيرة جده شرف الدين